# Pluto Fast Flyby
Pluto Fast Flyby је назив за план свемирске мисије да, ако се финансира, сонда прелети патуљасту планету Плутон и њене природне сателите. Планирано је да ће ова летелица бити послана на пут до Плутона 2000. године, те да ће стићи до њега 2010. године. 
Предложено је да инструменти који ће се налазити у летелици буду: камера, ултраљубичасти спектрометар, као и радио-предајник који би слао фотографије и сигнале на Земљу. Будући да Плутонова ротација траје неколико Земаљских дана, било би потребно направити две летелице да се фотографишу обе стране Плутона. 
"Pluto Fast Flyby" је касније отказан због недостатка финансијских средстава. Веровало се како ће га заменити "Pluto Kuiper Express", но и он је отказан због истих разлога. Прва свемирска сонда која је дошла до Плутона и направила детаљне фотографије ове патуљасте планете била је сонда "Нови хоризонти". 